# Arley (Cheshire)
Pour les articles homonymes, voir Arley.
Arley est un village du Cheshire, en Angleterre. Il appartient à la paroisse civile de Aston by Budworth, qui dépend administrativement du district de Cheshire East.
Le village abrite notamment le manoir d'Arley Hall (en), qui est la propriété des vicomtes Ashbrook (en) depuis 1934.